# Сельское поселение «Зугалай»
Сельское поселение «Зугалай» (бур. Зугаалайн hомон) — муниципальное образование в составе муниципального района «Могойтуйский район» Агинского Бурятского округа в Забайкальском крае Российской Федерации.
Административный центр — село Зугалай.
Глава сельского поселения — Батоев Бато Баясхаланович.

## География
Территория — 3944 га. Представляет собой равнины и плоскогорья.

## Население
| 2010  | 2011  | 2012  | 2013  | 2014  | 2015  | 2016  |
| ----- | ----- | ----- | ----- | ----- | ----- | ----- |
| 1434  | ↘1428 | ↘1399 | ↘1392 | ↘1344 | ↘1312 | ↘1290 |
| 2017  | 2018  | 2019  | 2020  | 2021  |       |       |
| ↘1272 | ↘1236 | ↘1231 | ↘1197 | ↘971  |       |       |

## Экономика
Животноводческий агропромышленный кооператив «Зугалай» (бывший колхоз им. Ленина).

## Транспорт
По территории сельского поселения проходит автомобильная дорога краевого значения Могойтуй — Олочи.

## Образование и здравоохранение
Зугалайская средняя общеобразовательная школа с пришкольным интернатом, детский сад, есть врачебная амбулатория.

## Культура и спорт
Дом культуры, Дом спорта, Краеведческий музей.

## Люди, связанные с муниципальным образованием
В селе Зугалай 28 июня 1976 года родился Бадёнов, Баир Доржиевич — ныне мастер спорта международного класса по стрельбе из лука, обладатель Кубка Мира 2007 года, бронзовый призёр XXIX летних Олимпийских игр в Пекине.